# 4 mai 1933
Le jeudi 4 mai 1933 est le 124e jour de l'année 1933.

## Naissances
- Andrzej Tarkowski (mort le 23 septembre 2016), embryologiste polonais
- Augusto Graziani (mort le 5 janvier 2014), économiste italien
- Dahou Ould Kablia, homme politique algérien
- Michel-Paul Giroud (mort le 11 septembre 2011), auteur de bande dessinée français
- Philippe Meyer, médecin français

## Décès
- Henry Smith Munroe (né le 25 mars 1850), géologue américain
- Saliamonas Banaitis (né le 15 juillet 1866), imprimeur et banquier lituanien